# 八芳園
八芳園（はっぽうえん）は、東京都港区白金台に所在する、1万2000坪の敷地内に庭園のあるレストラン・結婚式場である。明治学院大学、シェラトン都ホテル東京と近接している。庭園の名称は「四方八方どこを見ても美しい」に由来する。2025年2月から9月末まで全館一時休館し、改修工事を実施することを発表した。

## 歴史
江戸時代前期には譜代の江戸幕府旗本・大久保忠教（彦左衛門）の屋敷（ただし、現在の園全域ではなく一部が彦左衛門の屋敷地）であったが、その後薩摩藩の抱屋敷、島津家（松平薩摩守）の下屋敷を経て、明治時代に渋沢喜作の手に渡る。
1915年（大正4年）、実業家・久原房之助邸宅時に現在の建物と庭園が整備された。戦後久原（当時公職追放中）は、銀座や築地で料亭などの経営を手がけていた長谷敏司に、海外からの旅行者（賓客）向けに、日本庭園を生かした本格的な料亭の共同経営を持ちかけ、自ら「八芳園」と命名し1950年（昭和25年）に創業。数年後全面的に長谷側の所有となり、経営が本格化した。
2022年（令和4年）5月23日、日米首脳会談のため来日していたアメリカ合衆国大統領のジョー・バイデンと、日本国首相の岸田文雄が八芳園を訪れ、敷地内の料亭「壺中庵」にて日米首脳の夕食会が催された。

## 料亭
現在の八芳園は株式会社八芳園により運営され、結婚式場やパーティなどにも広く利用されている。利用者は広大な庭園を散策でき、庭園内には横浜で生糸の貿易商を営んでいた田中平八の建てた茶室が移築されている。
- 車寄せ廻り（2018年3月撮影）
- エントランスロビー（2018年3月撮影）
- 宴会場より庭園を見る（2018年3月撮影）
- 庭園（2018年3月撮影）
- 料亭「壺中庵」（2018年3月撮影）
- チャペル（2018年3月撮影）
- 庭園（2019年11月撮影）
- 壺中庵にてアメリカ合衆国のジョー・バイデン大統領を迎える日本国の岸田文雄首相と裕子夫人（2022年5月23日撮影）